# Останкинский район
Оста́нкинский райо́н (Оста́нкино) — район в Москве, расположенный в Северо-Восточном административном округе. На территории находится Останкинская телебашня, проходит монорельсовая дорога. После присоединения ТЕОС «Шереметьевский» включает ВДНХ и Ботанический сад РАН. Району соответствует внутригородское муниципальное образование муниципальный округ Оста́нкинский.

## Население
| 2002    | 2010    | 2012    | 2013    | 2014    | 2015    | 2016    |
| ------- | ------- | ------- | ------- | ------- | ------- | ------- |
| 57 707  | ↗61 407 | ↗61 806 | ↗62 113 | ↗62 573 | ↗62 743 | ↗63 023 |
| 2017    | 2018    | 2019    | 2020    | 2021    | 2023    | 2024    |
| ↗63 075 | ↗63 148 | ↗63 514 | ↗63 697 | ↗65 308 | ↘65 296 | ↘64 840 |

### Национальный состав
По итогам переписи населения 2020 года проживали следующие национальности (национальности менее 0,1 % и другое, см. в сноске к строке «Другие»):
| Национальность | Численность, чел. | Доля     |
| -------------- | ----------------- | -------- |
| Русские        | 48 392            | 74,10 %  |
| Татары         | 452               | 0,69 %   |
| Таджики        | 343               | 0,53 %   |
| Армяне         | 315               | 0,48 %   |
| Украинцы       | 315               | 0,48 %   |
| Узбеки         | 299               | 0,46 %   |
| Азербайджанцы  | 139               | 0,21 %   |
| Евреи          | 137               | 0,21 %   |
| Грузины        | 130               | 0,20 %   |
| Киргизы        | 97                | 0,15 %   |
| Белорусы       | 93                | 0,14 %   |
| Чеченцы        | 71                | 0,11 %   |
| Другие         | 14 525            | 22,24 %  |
| Итого          | 65 308            | 100,00 % |

## Топонимика
На территории Останкинского района многие названия связаны с историей освоения космоса: улицы Академика Королёва, Кондратюка, Цандера названы в честь первопроходцев в космонавтике, здесь же расположен и дом-музей академика С. П. Королёва и прилегающий к нему сквер им. С. П. Королёва.

## Промышленность
Среди предприятий района: ОАО «Звёздный», ОАО «Калибр», ОАО «Калибровский завод», ФГУП «Гознак», ОАО «Московская типография № 2», 6-й троллейбусный парк. На территории района работают крупные промышленные предприятия строительного комплекса.

## Наука
В семи научно-исследовательских и проектных организациях сосредоточен научный потенциал, обеспечивающий исследования и проектирование в различных областях знаний. Крупнейшими из них являются ОАО «Гипромез», «Гинцветмет», НИИ «Кулон», 20-й Центральный проектный институт.

## Социальная сфера
В Останкинском районе есть два амбулаторно-поликлинических учреждения, 10 школ (в том числе школа № 1220 ШО № 2 «Московский кадетский корпус авиации и космонавтики»), 10 детских дошкольных учреждений, три заведения среднего профессионального образования.

## Культурная сфера
В районе располагается Выставка достижений народного хозяйства (ВДНХ). Она открыта в 1939 году. В этом же году там установлена скульптура В. И. Мухиной «Рабочий и колхозница», созданная для выставки в Париже от СССР. В ходе реставрации скульптуры в 2003—2009 годах был воссоздан постамент-павильон Б. М. Иофана и П. Львова, в котором с 2010 года размещается одноимённый музейно-выставочный центр (с 2017 года — также лекторий ВДНХ).

## Парки, скверы и пешеходные зоны

### Ландшафтный парк ВДНХ
В северной и северо-западной части территории ВДНХ в 2018—2019 годах был создан ландшафтный парк с пятью тематическими зонами. Главным архитектором парка стал француз Мишель Пена.
В зону «Природа ботаническая» вошла территория вокруг Третьего Каменского пруда (является частью реки Каменки). Здесь появился павильон «Кино» с музеем и был отреставрирован фонтан Золотой колос.
В зоне «Природа развлечений» в запрудной зоне парка обустроили искусственный ручей, пляж с настилом округлой формы, лежаками и навесом, а у моста между Вторым и Третьим Каменским прудами — зелёный лабиринт в форме шахматной доски со стенами из деревьев и кустарников различных пород: двухметровых туй, елей, яблонь, лип и других деревьев.
В зоне «Природа дикая», которая расположена в Шереметьевской дубраве, построена круглосуточная воздушная тропа с ночной подсветкой длиной около 474 метров и максимальной высотой 6,5 метров над землёй. Рядом с ней на деревьях располагаются три арт-композиции «Птицы» высотой около 3,5 метров, выполненные из сетки из нержавеющей стали. Их автор — французский художник Седрик Ле Борн.
В зоне «Природа культивируемая» за павильоном «Космос» высажены овёс, просо, серебристая фацелия. Возле храма-часовни Святителя Василия Великого находится Сирингарий, где цветёт фиолетовая и белая сирень. В Мичуринском саду высажено более 1000 плодовых деревьев и 500 плодовых кустарников, а южнее от него расположилась «Большая картина полей» — система цветников, формирующая абстрактную картину и вдохновленная полотнами Василия Кандинского.
В зоне «Природа наук и искусств» между Зелёным театром и «Москвариумом» обустроены три зоны под общим названием Аллея залов. В зале игр под фигурными арками разместилась площадка для настольных игр: шахмат, традиционных шашек, китайских шашек и го. Прямо за «Москвариумом» располагается Зал для чтения — открытая платформа со столами и скамейками. Восточнее беседки находится Театральный зал — амфитеатр со сценой для проведения спектаклей.

### Парк «Останкино»

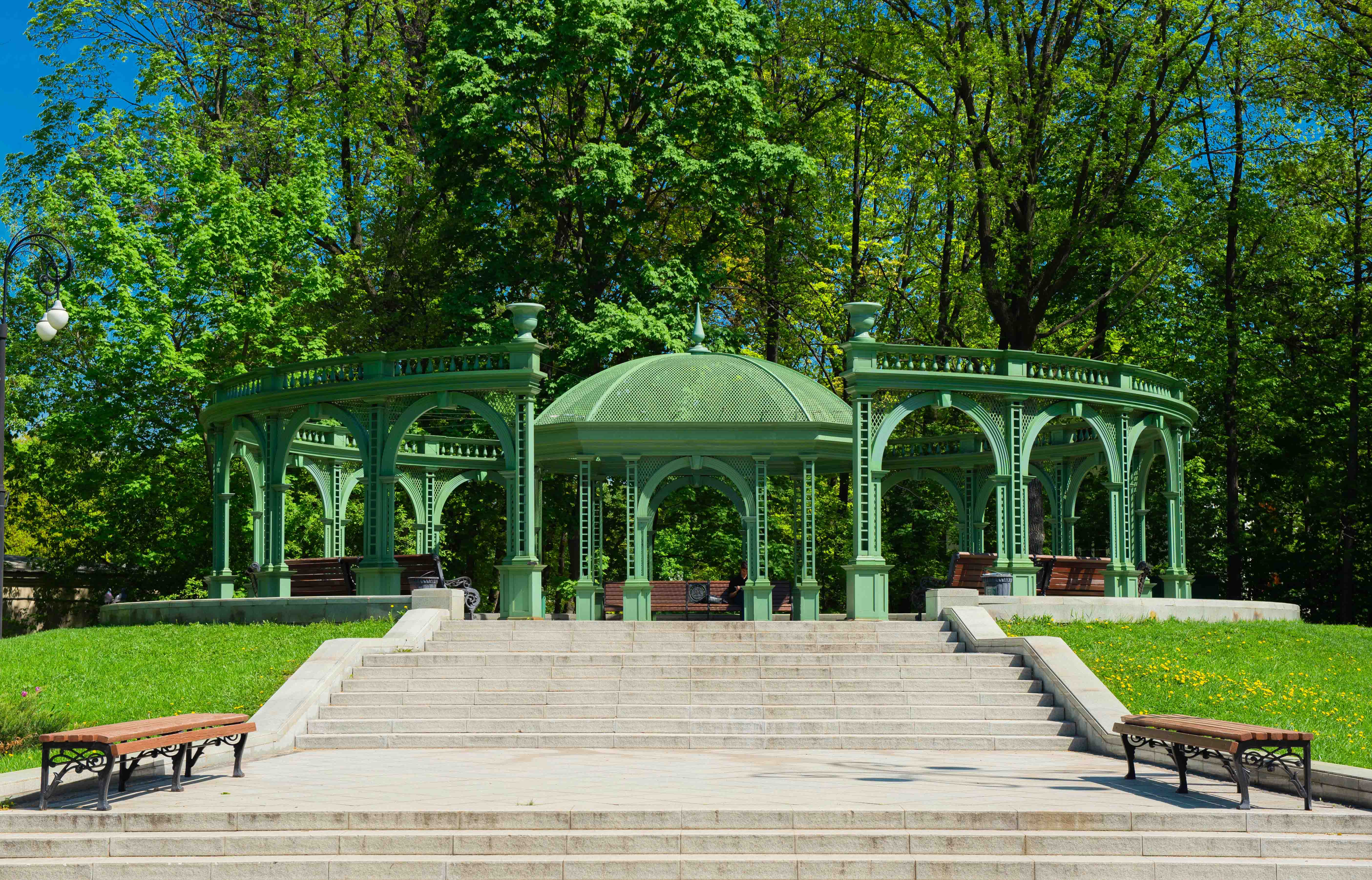
Бельведер в парке «Останкино»

Парк располагается вдоль Ботанической и 1-й Останкинской улиц. Он являлся частью дворцово-паркового ансамбля усадьбы «Останкино» XVIII—XIX веков и состоял из «английской», пейзажной, и «французской», регулярной, частей. В 1932 году парк переименовали в ЦПКиО им. Ф. Э. Дзержинского, в 1976 году он был присоединён к территории ВДНХ, а в 1991 году вернул своё первоначальное название — «Останкино». Площадь зелёной зоны составляет 71 гектар. Парк имеет богатую флору и фауну. Большую часть парка составляет лесной массив. Здесь растут липы, вязы, клёны, березы, осины, сосны и ели, а также занесённые в Красную книгу города Москвы растения: лилия саранка, ландыш майский, дремлик широколистный, ветреница дубравная, лунник оживающий, подлесник европейский и другие. В парке обитают ежи, ласки, белки, рыжие полевки, кроты и редкие для Москвы виды птиц: ястребы, воробьиные сычи, серые неясыти и гаички.
В 2014 году здесь прошло благоустройство. В парковой зоне располагаются детские и спортивные площадки — три современных воркаут-площадки с тренажёрами и турниками на разные группы мышц, футбольный стадион размером 80 на 50 метров с натуральным газоном и беговыми дорожками, хоккейная коробка и конная трасса. В зимнее время в парке открывается каток из натурального льда. В 2016 году здесь был открыт бесплатный скейт-парк «Мегадром Останкино», который с площадью около гектара являлся самым большим скейт-парком в Европе, но вскоре закрылся из-за плохого качества работ.
Неподалёку от Садового пруда в парке на месте бывшего кафе в 2014 году построили зелёный бельведер по канонам садово-парковой французской и итальянской архитектуры, где поместили скамейки для отдыха. В восточной части парка были установлены две чугунные беседки в стиле французских павильонов. На западном берегу Садового пруда был обустроен так называемый полуостров Александра I. Между многовековыми дубами здесь обустроили зону отдыха с деревянным настилом и креслами. К востоку от Садового пруда можно найти открытую летнюю эстраду и крытую танцевальную площадку, где проходят танцевальные вечера для представителей старшего поколения. На всей территории парка располагаются лавочки и зоны для пикников.

### Сквер у памятника «Рабочий и колхозница»
Сквер вокруг монумента Веры Мухиной и выставочного павильона «Рабочий и колхозница» был обустроен в 2018 году на месте неухоженного пространства вокруг строения и ликвидированного участка проезжей части от проспекта Мира до Продольного проезда. В сквере обустроен строгий ландшафт с симметричными цветниками и зонами со скамейками по обеим сторонам от монумента. На площади за ним высажены деревья, встроенные в плиточное покрытие с зигзагообразным рисунком.

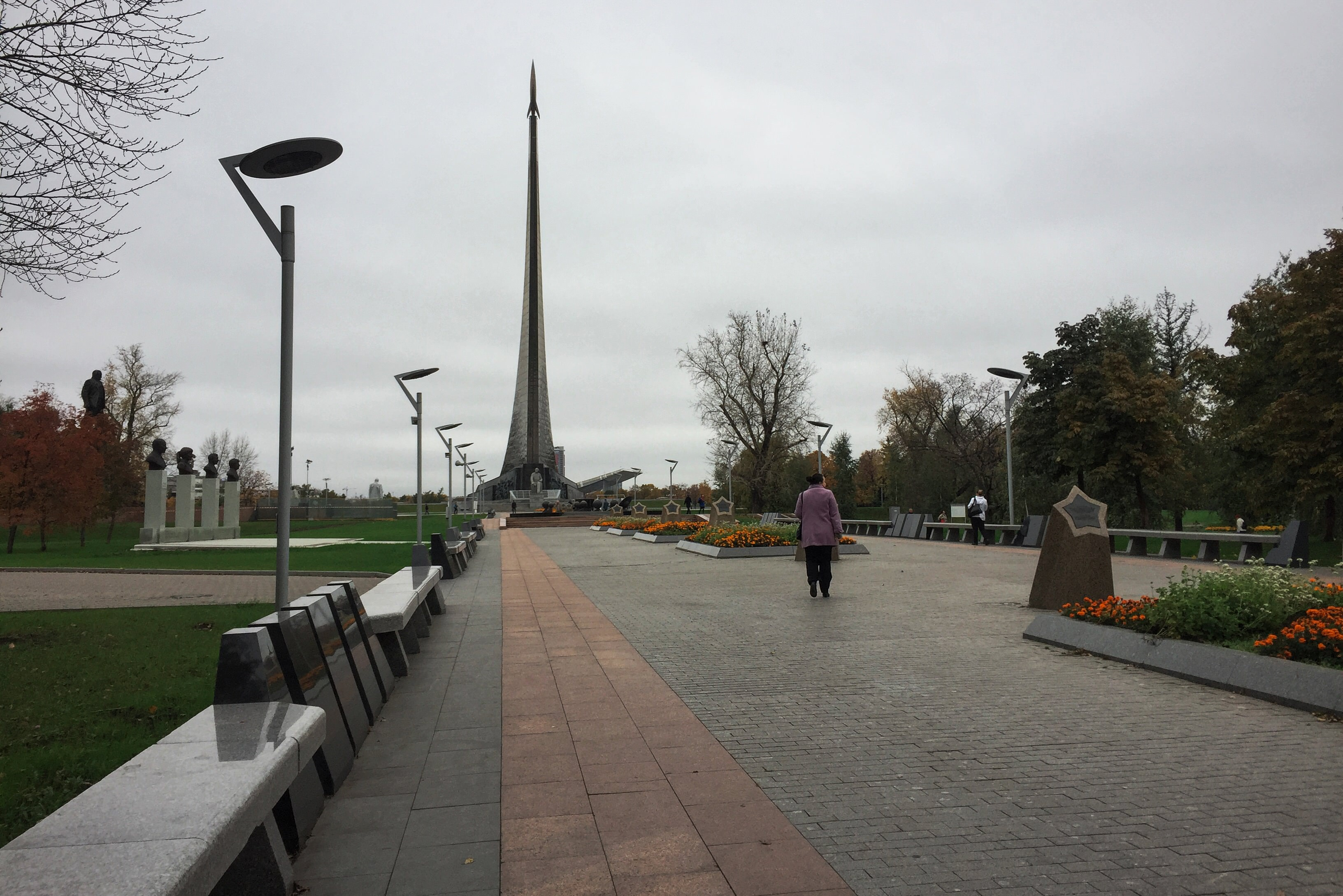
Аллея космонавтов у Мемориального музея космоса

### Космопарк (Аллея космонавтов, Аллея Героев космоса)
Парк площадью около 9 гектаров был разбит вокруг Мемориального музея космонавтики (проспект Мира, д. 111) и монумента «Покорителям космоса» в 1967 году. Он состоит из центральной, мемориальной аллеи и ответвлённых от неё прогулочных дорожек. Аллея получила своё имя в 1972 году. Её проектировщиками стали архитекторы Михаил Барщ и Александр Колчин. Здесь располагается 14 монументов героям отечественной космонавтики, среди которых памятники инженерам, конструкторам в области ракетной техники Сергею Королёву и Валентину Глушко, бюсты космонавтов Юрия Гагарина, Валентины Терешковой, Павла Беляева, Алексея Леонова, а также других исследователей космоса. На центральной аллее находятся цветники и установлены постаменты в виде звезд с выгравированными важными датами в истории освоении космоса. Здесь же располагается скульптурная композиция в виде Солнечной системы и площадь Глобусов с двумя монументами, изображающими карту звёздного неба и модель Земли. На последнем выгравированы слова Константина Циолковского: «Невозможное сегодня станет возможным завтра» и «Земля — колыбель разума, но нельзя вечно жить в колыбели».

### Парк «Дубовая роща»
Парковая зона расположена между улицей Академика Королёва и проездом Дубовой рощи, в непосредственной близости от Останкинской телебашни. Название парк получил из-за преобладания в его лесном массиве дубов. Зелёная зона является преимущественно прогулочным пространством с сетью парковых дорожек. Со стороны улицы Академика Королёва здесь находится детская площадка, со стороны телецентра (ул. Академика Королёва, д. 19) располагается воркаут-площадка.

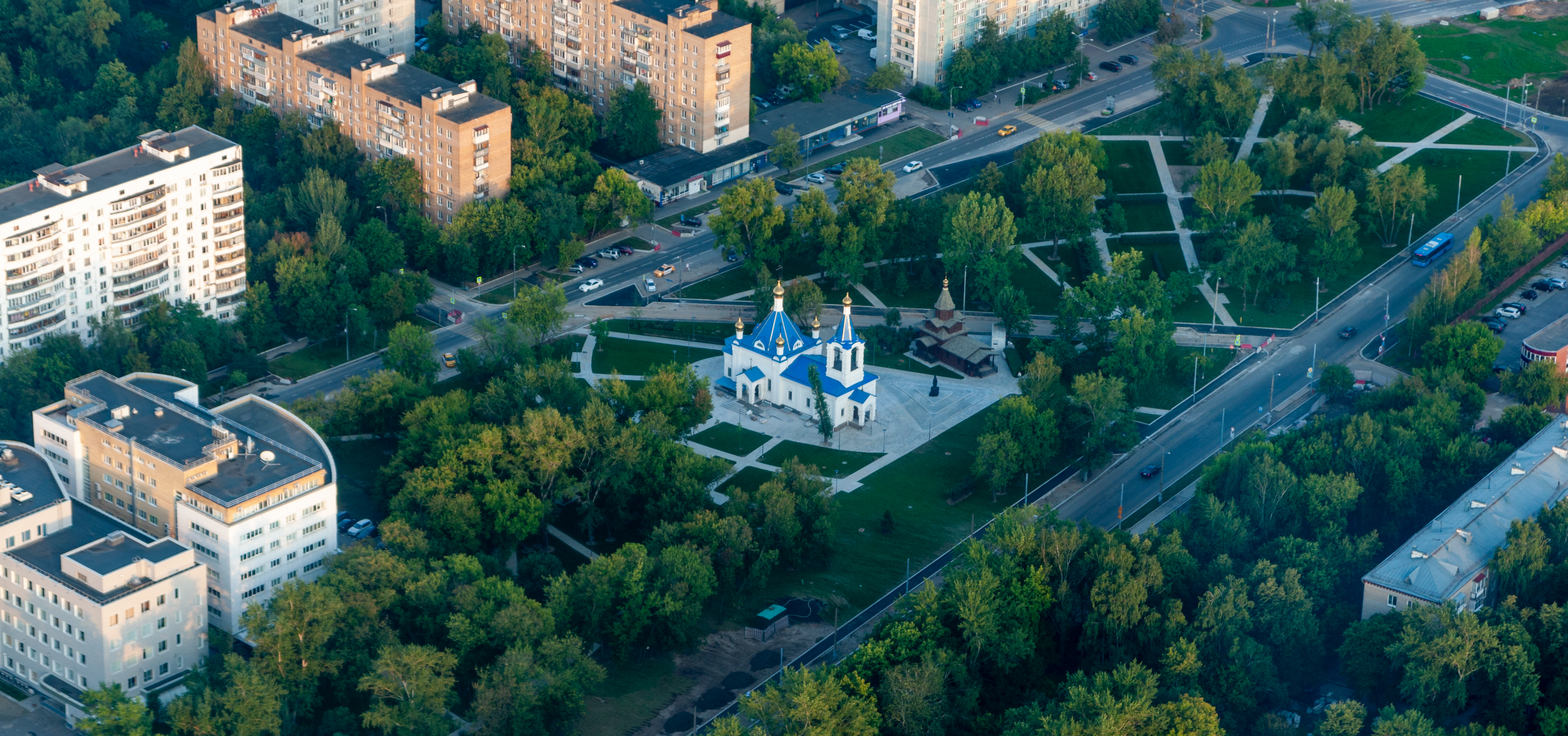
Сквер на Аргуновской улице

### Сквер на Аргуновской улице
Сквер располагается вдоль Аргуновской улицы от Звёздного бульвара до 3-й Новоостанкинской улицы. На территории сквера находится Ольгинская церковь и деревянная часовня, а также памятник княгине Ольге и её внуку Владимиру, будущему крестителю Руси. В 2019 году сквер был комплексно благоустроен по программе «Мой район». Здесь располагаются три детских площадки и проложены прогулочные дорожки со скамейками под навесами. Площадь сквера составляет примерно 3 гектара.

### Сквер имени С. П. Королёва
Сквер площадью около 3 гектаров располагается на территории Мемориального музея имени академика С. П. Королёва по адресу: 1-я Останкинская ул., д. 28. В 2017 году сквер благоустроили. Его инфраструктуру составляют стенды с историей музея и его основателя, клумба в виде планеты Земля и стела с копией первого искусственного спутника Земли «Спутник-1».

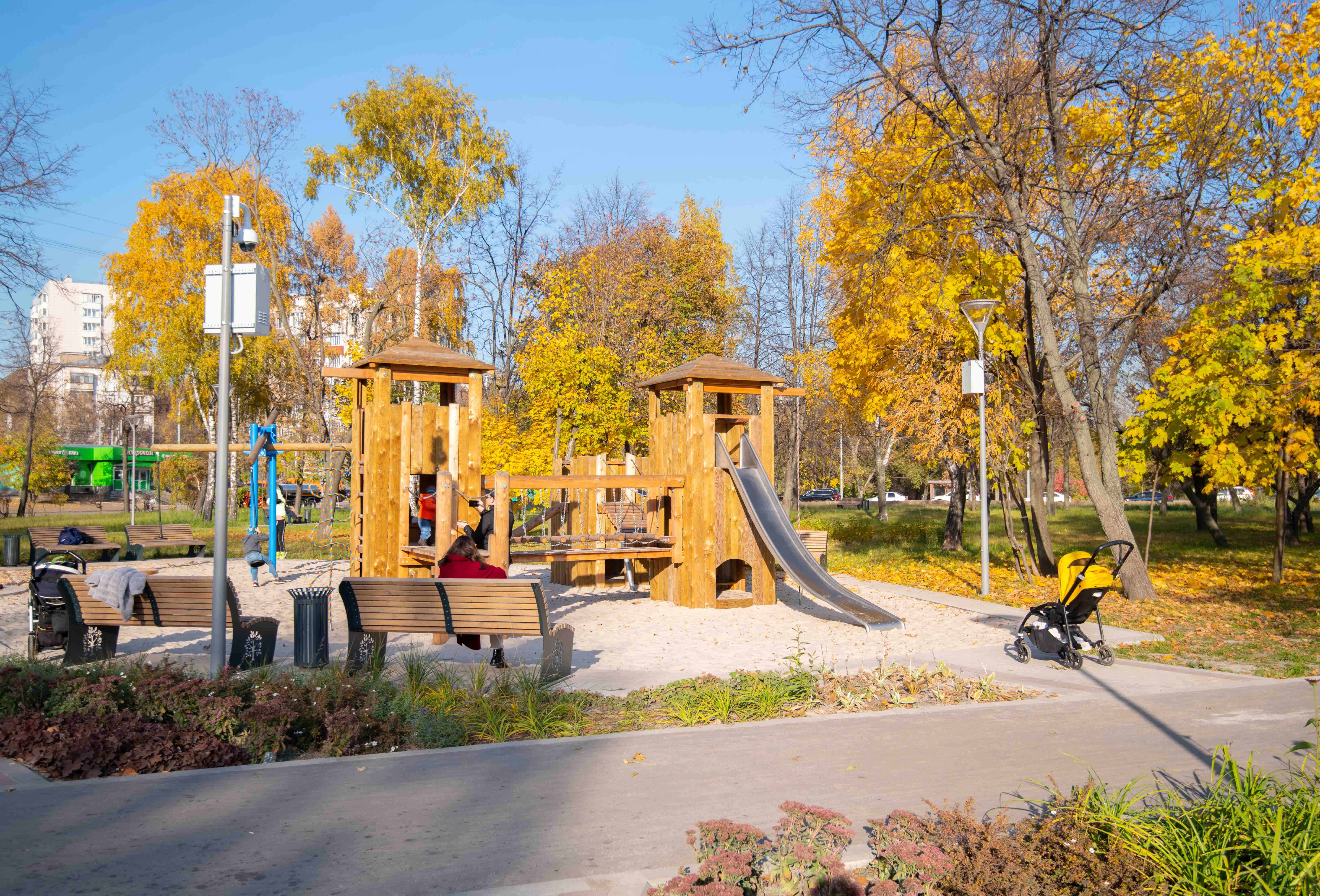
Сквер на Звёздном бульваре

### Звёздный бульвар
Бульвар протяжённостью около 1,5 километров располагается между улицей Аргуновская и проспектом Мира. Его заложили в 1964 году на месте заключённой в коллектор реки Копытловки, а своё название он получил по находящемуся поблизости Музею космонавтики и монументу «Покорителям космоса». Имя бульвара также носит газета СВАО и её интернет-портал «Звездный бульвар». В 2021 году восточная часть сквера открылась после благоустройства по программе «Мой район». На территории открыта детская площадка с деревянным игровым комплексом, качелями-балансирами и игрушечным ковшом-экскаватором. По просьбе местных жителей вместо резины для покрытия на ней использовали кварцевый песок. Вдоль сквера проложены прогулочные дорожки со скамейками. Также здесь есть деревянная платформа с резной беседкой для отдыха и столами со скамейками, где можно поработать с ноутбуком.

### Парк Хуамин

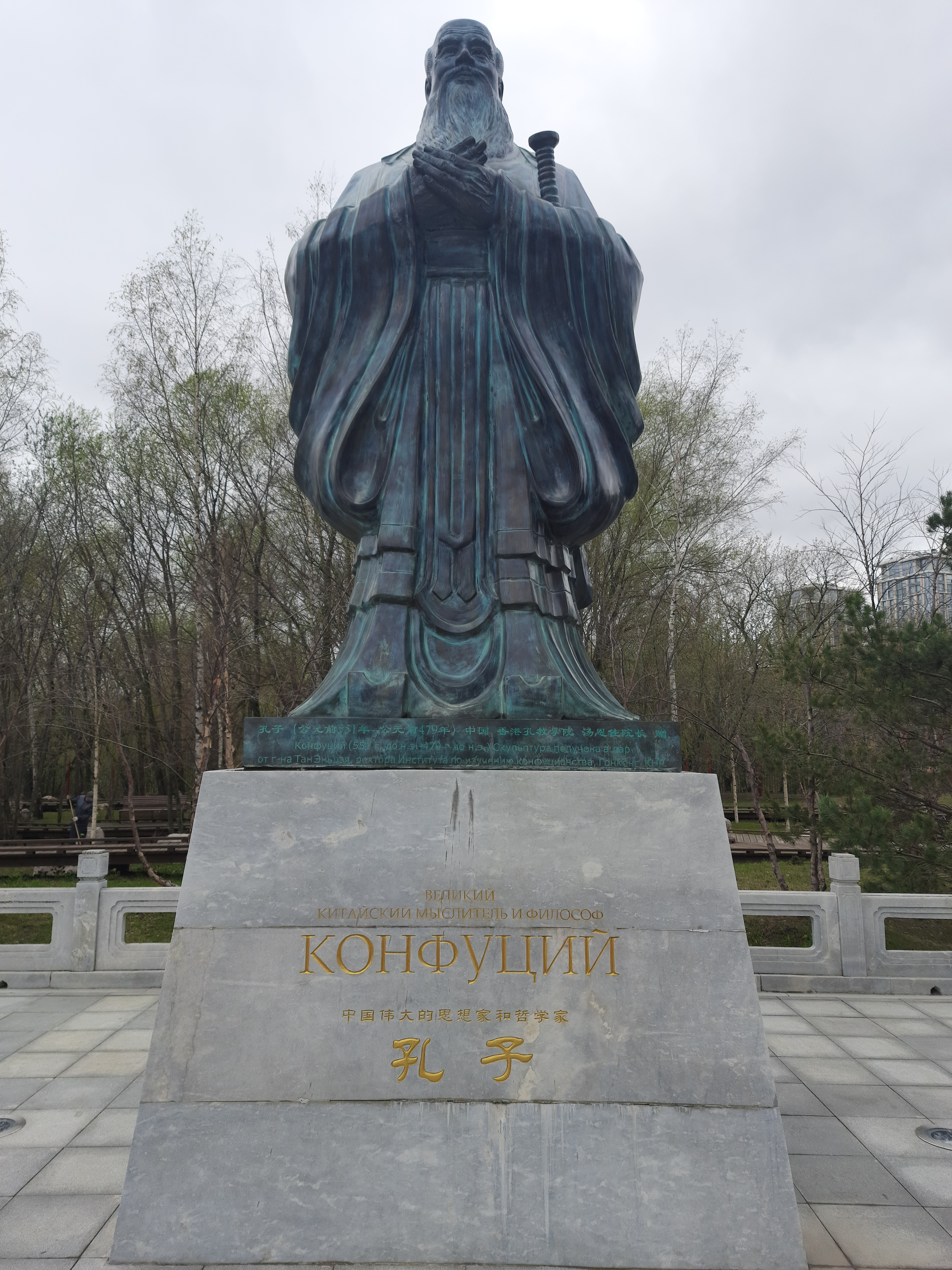
Деловой центр «Парк Хуамин», памятник Конфуцию.

Парк Хуамин открыт в 2023 году, официальный адрес: улица Вильгельма Пика—16, вход — бесплатный.
Рядом со входом находится южный вестибюль станции метро «Ботанический сад».
Парк располагается на левом берегу реки Яуза.
На юге граничит с Леоновской рощей, на востоке — с улицей Вильгельма Пика, с севера ограничен Окружной железной дорогой (платформа «Ботанический сад»).
В парке установлен памятник Конфуцию.
Рядом расположена гостиница «Soluxe Hotel Moscow» (5 звёзд), в ней останавливался Си Цзиньпин во время визита в Москву в марте 2023 года.

## Транспорт
На территории района располагается станция метро «ВДНХ», на его границе — железнодорожная станция Москва-Товарная и платформа Останкино.

## Фотогалерея
| - Останкинский пруд - Улица Академика Королёва - Останкинский проезд - Парк Хуамин - Звёздный бульвар - Главный вход ВДНХ |